# Kreis Pillkallen
Der Kreis Pillkallen (ab 1938 Kreis Schloßberg (Ostpr.)) in Ostpreußen bestand in der Zeit von 1818 bis 1945. Sein ehemaliges Gebiet gehört heute zur russischen Oblast Kaliningrad.

## Verwaltungsgeschichte

### Königreich Preußen

Der Kreis Pillkallen in den Grenzen von 1818 bis 1945

Das Gebiet des Kreises Pillkallen gehörte seit der Einteilung Ostpreußens in landrätliche Kreise von 1752 zu dem damaligen Kreis Insterburg. Im Rahmen der preußischen Verwaltungsreformen ergab sich mit der „Verordnung wegen verbesserter Einrichtung der Provinzialbehörden“ vom 30. April 1815 die Notwendigkeit einer umfassenden Kreisreform in ganz Ostpreußen, da sich die 1752 eingerichteten Kreise als unzweckmäßig und zu groß erwiesen hatten. Zum 1. September 1818 wurde im Regierungsbezirk Gumbinnen aus Teilen des alten Kreises Insterburg der neue Kreis  Pillkallen gebildet. Dieser umfasste die Kirchspiele  Kussen, Lasdehnen, Mallwischken, Pillkallen, Schillehnen, Schirwindt und Willuhnen. Das Landratsamt war in der Stadt Pillkallen.
Seit dem 3. Dezember 1829 gehörte der Kreis – nach dem Zusammenschluss der Provinzen Preußen und Westpreußen – zur neuen Provinz Preußen mit dem Sitz in Königsberg i. Pr.

### Norddeutscher Bund und Deutsches Reich
Seit dem 1. Juli 1867 gehörte der Kreis zum Norddeutschen Bund und ab dem 1. Januar 1871 zum Deutschen Reich. Nach der Teilung der Provinz Preußen in die Provinzen Ostpreußen und Westpreußen wurde der Kreis Pillkallen am 1. April 1878 Bestandteil Ostpreußens.
Am 10. August 1876 wurde die Landgemeinde Kamanten aus dem Kreis Pillkallen in den Kreis Ragnit umgegliedert. Zum 30. September 1928 fand im Kreis Pillkallen entsprechend der Entwicklung im übrigen Preußen eine Gebietsreform statt, bei der alle Gutsbezirke bis auf sechs aufgelöst und benachbarten Landgemeinden zugeteilt wurden.
Am 1. Oktober 1937 wurde die Gemeinde Wandlauszen aus dem Kreis Pillkallen in den Kreis Gumbinnen umgegliedert. Am 7. September 1938 wurde der Kreis im Zuge der nationalsozialistischen Umbenennungsaktion in Schloßberg (Ostpr.) umbenannt.
Gegen Ende des Zweiten Weltkriegs wurde das Kreisgebiet im Frühjahr 1945  durch die Rote Armee besetzt. Nach Kriegsende kam das Kreisgebiet unter sowjetische Verwaltung. Heute gehört das ehemalige Kreisgebiet zur russischen Oblast Kaliningrad und wird zu großen Teilen von Truppenübungsplätzen eingenommen. Viele der früheren Dörfer und Gehöfte sowie die ehemals östlichste deutsche Stadt Schirwindt wurden in der Nachkriegszeit zu Wüstungen.

## Einwohnerentwicklung
| Jahr | Einwohner | Quelle |
| ---- | --------- | ------ |
| 1818 | 20.394    | [ 3 ]  |
| 1846 | 40.237    | [ 4 ]  |
| 1871 | 44.306    | [ 5 ]  |
| 1890 | 46.664    | [ 6 ]  |
| 1900 | 46.556    | [ 6 ]  |
| 1910 | 45.560    | [ 6 ]  |
| 1925 | 44.096    | [ 6 ]  |
| 1933 | 43.895    | [ 6 ]  |
| 1939 | 42.428    | [ 6 ]  |

## Politik

### Landräte
- 1818–184800Carl Flottwell
- 1848–185200Gustav Dodillet (1820–1894)
- 1853–187900Hermann Schmalz (1807–1879)
- 1879–188300Rudolf Theodor Möhrs
- 18830000000Max von Uthmann (kommissarisch)
- 1883–189800Julius Schnaubert
- 1898–190900Ernst Pitsch-Schroener
- 1909–192000Hermann Braun
- 19200000000Fritz Schmige (1880–1974) (vertretungsweise)
- 1920–192600Otto Laser (1869–1926)
- 1926–193300Eugen Boelling (1887–1944)
- 1933–193400Max Gunia
- 1934–193700Paul Uschdraweit (* 1891)
- 1937–194500Wichard von Bredow

### Wahlen
Im Deutschen Kaiserreich bildete der Kreis Pillkallen zusammen mit dem Kreis Ragnit den Reichstagswahlkreis Gumbinnen 2.

### Kommunalverfassung
Der Kreis Pillkallen gliederte sich in die Städte Pillkallen und Schirwindt, in Landgemeinden und – bis zu deren nahezu vollständigem Wegfall – in Gutsbezirke. Mit Einführung des preußischen Gemeindeverfassungsgesetzes vom 15. Dezember 1933 gab es ab dem 1. Januar 1934 eine einheitliche Kommunalverfassung für alle Gemeinden. Mit Einführung der Deutschen Gemeindeordnung vom 30. Januar 1935 trat zum 1. April 1935 die im Deutschen Reich gültige Kommunalverfassung in Kraft, wonach die bisherigen Landgemeinden nun als Gemeinden bezeichnet wurden. Diese waren in Amtsbezirken zusammengefasst. Eine neue Kreisverfassung wurde nicht mehr geschaffen; es galt weiterhin die Kreisordnung für die Provinzen Ost- und Westpreußen, Brandenburg, Pommern, Schlesien und Sachsen vom 19. März 1881.

## Gemeinden
Nach der Gemeindereform von 1928 umfasste der Kreis Pillkallen die Städte Pillkallen und Schirwindt, 241 weitere Gemeinden sowie sechs gemeindefreie Gutsbezirke. Bis 1939 kam es zu weiteren Eingemeindungen von bevölkerungsarmen Gemeinden sowie zu zahlreichen Umbenennungen.
- Abschruten, Ksp. Mallwischken
- Abschruten, Ksp. Willuhnen
- Albrecht-Naujehnen
- Alxnupönen
- Antballen
- Antbudupönen
- Antmirehlen
- Augstupönen
- Bagdohnen
- Ballupönen
- Baltruschen
- Bardszen
- Bärenfang
- Barsden
- Bartschkühnen
- Bednohren
- Beinigkehmen
- Belsen
- Bilden
- Birkenfelde (Ksp. Schirwindt)
- Birkenhof
- Bludszen
- Blumenfeld
- Blumenthal
- Brämerhusen
- Brödlaugken
- Brödszen
- Bruszen
- Budszuhnen
- Budupönen, Ksp. Kussen
- Budupönen, Ksp. Lasdehnen
- Budupönen, Ksp. Schirwindt
- Bühlen
- Cäsarsruhe
- Dagutschen
- Dauden
- Daynen
- Dickiauten
- Dickschen
- Doblendszen
- Doristhal
- Dörschkehmen
- Draugupönen
- Drozwalde
- Duden, Ksp. Kussen
- Duden, Ksp. Schillehnen
- Ebenfelde
- Ederkehmen
- Eggleningken
- Eichwald, Forstgutsbezirk
- Endruhnen
- Eygarren
- Eymenischken-Wassaken
- Fichtenhöhe
- Galwoszen
- Gettkanten
- Girrehlischken B
- Goberischken
- Grablaugken
- Grenzfelde
- Gricklaugken
- Groß Baltruschehlen
- Groß Daguthelen
- Groß Darguszen
- Groß Jodupönen
- Groß Königsbruch
- Groß Rudminnen
- Groß Rudszen
- Groß Schorellen
- Groß Stimbern
- Groß Tullen
- Groß Warningken
- Groß Wersmeningken
- Grumbkowsfelde
- Grünwalde
- Guttpettern
- Hauptmannsdorf
- Heinrichsfelde
- Henskehmen
- Henskischken
- Hermoneiten
- Hochfeld (Ostpr.)
- Hopfendorf
- Inglauden
- Insterwalde
- Iwenberg
- Jägerswalde
- Jänischken
- Jodeglienen
- Jodszen, Ksp. Kussen
- Jodszen, Ksp. Willuhnen
- Jodupönen
- Jodzahlen
- Jodzuhnen
- Jogschen
- Jucknaten
- Jutschen
- Kailen
- Kalbassen, Gutsbezirk
- Kallnehlischken
- Katharinenhof
- Kaunohnen
- Kermuschienen
- Kiauschen
- Kiggen
- Kischen, Ksp. Schillehnen
- Kischen, Ksp. Schirwindt
- Kischenbannies
- Klein Daguthelen
- Klein Darguszen
- Klein Jodupönen
- Klein Meschkuppen
- Klein Pillkallen
- Klein Rudminnen
- Klein Schorellen
- Klein Warningken
- Klein Wersmeningken
- Klischen
- Klohnen
- Kögsten
- Königsfeld
- Königshuld
- Kötschen
- Kruschinehlen
- Krusen
- Kurschehlen
- Kurschen
- Kusmen
- Kussen
- Kybarten
- Laschen
- Lasdehnen
- Laugallen, Ksp. Kussen
- Lengschen
- Lindenhof
- Lindicken
- Löbegallen
- Löbtuballen
- Lubinehlen
- Mallwischken
- Martingken
- Maszuiken
- Mingstimmehlen
- Mingstimmen
- Mittenwalde
- Naujehnen
- Naujeningken
- Neu Rudszen
- Neu Skardupönen
- Neu Stonupönen
- Neuhof-Lasdehnen
- Neuweide
- Orupönen
- Paberdszen
- Paplienen, Ksp. Schirwindt
- Parschen
- Paulicken
- Pawidlaugken
- Payszeln
- Petereithelen
- Petereitschen
- Petzingken, Ksp. Pillkallen
- Petzingken, Ksp. Warningken
- Pieragen
- Pillkallen, Stadt
- Plampen
- Plimballen
- Plonszöwen
- Pötschlauken
- Pritzkehmen
- Puschinnen
- Radszen, Ksp. Kussen
- Radszen, Ksp. Willuhnen
- Rammonischken
- Rehwalde
- Ritterswalde
- Rucken
- Sallehnen
- Salten
- Sassupönen
- Schaaren
- Schackeln
- Schacken
- Scharkabude
- Schillehnen
- Schilleningken, Ksp. Lasdehnen
- Schilleningken, Ksp. Schirwindt
- Schillenöhlen
- Schillingen
- Schirwindt, Stadt
- Schmilgen
- Schorellen, Forstgutsbezirk
- Schwarballen
- Schwarpeln
- Serbenten
- Siebenlinden
- Siemoken
- Skroblienen
- Smailen
- Snappen
- Spullen
- Stirnlaugken
- Stobern
- Stumbern
- Sturmen
- Szameitkehmen
- Szieden
- Szimkuhnen
- Szogelgalwen
- Tannenwalde
- Trappönen, Forstgutsbezirk
- Treczaken
- Tulpeningken
- Tuppen
- Urbantatschen
- Urblaugken
- Uszballen, Ksp. Lasdehnen
- Uszballen, Ksp. Pillkallen
- Uszballen, Forstgutsbezirk
- Uszbördszen
- Uszdrawen
- Uszpiaunehlen
- Uszpiaunen
- Uszproduppen
- Uszrudszen
- Walddorf
- Waldenau
- Waldlinden
- Waldlinden, Forstgutsbezirk
- Wallindszen
- Wandlauszen
- Warnakallen
- Wassantkehmen
- Weidenfeld
- Wensken
- Werdehlischken
- Werskepchen
- Weszkallen
- Willuhnen
- Wiltauten
- Wingern
- Wingeruppen, Ksp. Mallwischken
- Wingillen
- Wisborienen
- Wittgirren
- Woitekaten
- Wöszupchen
- Wöszupöhlen
- Zwirballen

Eingemeindungen bis 1939
- Ambrasgirren, am 30. September 1928 zu Waldlinden
- Ambruch (bis 1938 Skroblienen), am 1. April 1939 zu Seehuben
- Bauszen, am 17. Oktober 1928 zu Jägerswalde
- Birkenfelde, Ksp. Mallwischken, am 30. September 1928 zu Katharinenhof
- Endruscheiten, am 2. Juni 1923 zu Lubinehlen
- Heidlaugken, am 30. September 1928 zu Schillehnen
- Kallnischken, am 1. Oktober 1931 zu Schillenöhlen
- Klein Schorellen, am 1. Oktober 1937 zu Schmilgen
- Laugallen, Ksp. Willuhnen, am 17. Oktober 1928 zu Jägerswalde
- Löblaugken, am 30. September 1928 zu Waldlinden
- Neu Rudszen, am 1. April 1938 zu Groß Rudschen
- Neu Wingeruppen, am 30. September 1928 zu Neuweide
- Nickelstanaten, am 30. September 1928 zu Neuhof-Lasdehnen
- Papreadupchen, am 1. Dezember 1909 zu Sassupönen
- Quetschlaugken, am 30. September 1928 zu Katharinenhof
- Rohrfeld, 1901/02 zu Birkenfelde, Ksp. Mallwischken
- Uszeszuppen, am 30. September 1928 zu Neuhof-Lasdehnen
- Wandlauszen, am 1. Oktober 1937 zu Uschballen (Kreis Gumbinnen)

## Ortsnamen

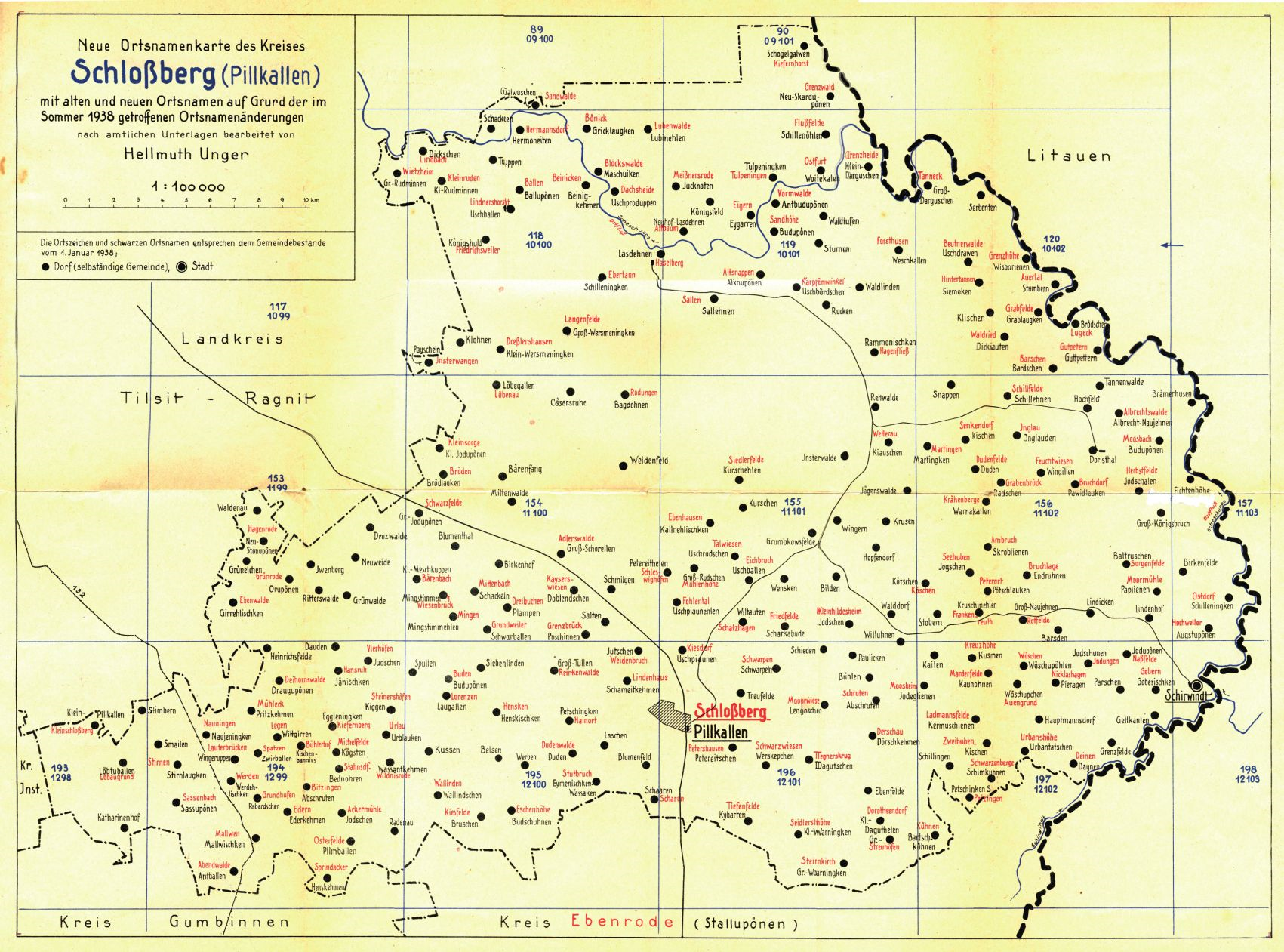
Kreis Schloßberg (1938)

1938 (in geringem Umfang bereits in den Jahren davor, in der entsprechenden Zeile angegeben) fanden im Kreis Pillkallen umfangreiche Umbenennungen von Orten statt. Es handelte sich um lautliche Angleichungen, Übersetzungen oder freie Erfindungen, weil viele der ursprünglichen Ortsnamen prußischen (altpreußischen) Ursprungs „nicht deutsch genug“ klangen:
- Abschruten (Ksp. Mallwischken): Bitzingen
- Abschruten (Ksp. Willuhnen): Schruten
- Albrecht-Naujehnen: Albrechtswalde
- Alt Skardupönen: Königsfeld
- Alxnupönen: Altsnappen
- Antballen: Abendwalde
- Antbudupönen: Vormwalde
- Antmirehlen: Werben (1935)
- Augstupönen: Hochweiler (Ostpr.)
- Bagdohnen: Rodungen
- Ballupönen: Ballen
- Baltadonen: Heinrichsfelde (1928)
- Baltruschen: Sorgenfelde
- Bardszen/Barschen: Barschen
- Bartschkühnen: Kühnen
- Batschkehlen: Bussardwalde
- Batschken: Bussardhorst
- Bednohren: Stahnsdorf (Ostpr.)
- Beinigkehmen: Beinicken
- Berszeningken: Fichtenhöhe (1928)
- Birkenfelde: Kleinbirkenfelde
- Bludszen/Bludschen: Vierhöfen (Ostpr.)
- Brödlaugken: Bröden
- Brödszen/Brödschen: Lugeck
- Bruszen/Bruschen: Kiesfelde
- Budszuhnen: Eschenhöhe
- Budupönen, Ksp. Kussen: Buden
- Budupönen Ksp. Lasdehnen: Sandhöhe
- Budopönen Ksp. Schirwindt: Moosbach (Ostpr.)
- Cziunken: Tannenwalde
- Dagutschen: Tegnerskrug
- Daynen: Deinen
- Dickiauten: Waldried
- Dickschen: Lindbach
- Doblendszen, 1936: Doblendschen, 1938: Kayserswiesen
- Dörschkehmen: Derschau (Ostpr.)
- Draugupönen: Dreihornswalde
- Dubinnen: Duben
- Duden (Ksp. Kussen): Dudenwalde
- Duden (Ksp. Schillehnen): Dudenfelde
- Dwarischken: Löbelshorst
- Ederkehmen: Edern
- Eggleningken (von litauisch eggle = Tanne): Kiefernberg
- Endruhnen: Bruchlage
- Erubischken: Hopfendorf (1929)
- Eydgimmischken: Hochfeld (Ostpr.)
- Eygarren: Eigern
- Eymenischken-Wassaken: Stutbruch
- Galwoszen: Sandwalde
- Girrehlischken A: Drozwalde (1928)
- Girrehlischken B: Ebenwalde
- Goberischken: Gobern
- Grablaugken: Grabfelde
- Gricklaugken: Bönick
- Groß Augstutschen: Rehwalde
- Groß Baltruschelen: Grüneichen (1935)
- Groß Daguthelen: Streuhöfen
- Groß Darguszen: Tanneck
- Groß Jodupönen: Schwarzfelde
- Groß Kubillehlen: Schillingen (1928)
- Groß Rudminnen: Wietzheim
- Groß Rudszen: 1936: Groß Rudschen, 1938: Mühlenhöhe
- Groß Schorellen: Adlerswalde (Ostpr.)
- Groß Stimbern: Stimbern (1935)
- Groß Tullen: Reinkenwalde
- Groß Warningken: Steinkirch
- Groß Wersmeningken: Langenfelde
- Groß Wingillen: Feuchtwiesen
- Grumbkowkeiten: Grumbkowsfelde
- Guttpettern: Gutpetern
- Heidlaugken: Holländerei
- Henskehmen: Sprindacker
- Henskischken: Hensken
- Hermoneiten: Hermannsdorf (Ostpr.)
- Inglauden: Inglau
- Jänischken: Hansruh
- Jodeglienen: Moosheim (Ostpr.)
- Jodszen, Ksp. Kussen: Ackermühle
- Jodszen/Jodschen (Ksp. Willuhnen): Kleinhildesheim
- Jodupönen: Naßfelde
- Jodzahlen: Herbstfelde
- Jodzuhnen: Jodungen
- Jogschen: Seehuben
- Jucknaten: Meißnersrode
- Jutschen: Weidenbruch
- Kalbassen: Schwaighöfen
- Kallnehlischken: Ebenhausen (Ostpr.)
- Kapteinischken: Hauptmannsdorf (1928)
- Karczarningken: Blumenfeld (1929)
- Karklaugken: Weidenfeld
- Karunischken: Königsfeld (1928)
- Kaunohnen: Marderfelde
- Kellmischkeiten: Stubbenheide
- Kermuschienen: Ladmannsfelde
- Kiauschen: Wetterau
- Kiggen: Steinershöfen
- Kischen, Ksp. Schirwindt: Zweihuben
- Kischenbannies: Bühlerhof
- Klein Darguszen: Grenzheide
- Klein Jodupönen: Kleinsorge
- Klein Meschkuppen: Bärenbach (Ostpr.)
- Klein Daguthelen: Dorotheendorf (Ostpr.)
- Klein Pillkallen: Kleinschloßberg
- Klein Rudminnen: Kleinruden
- Klein Tullen: Mittenwalde (1928)
- Klein Warningken: Seidlershöhe
- Klein Wersmeningken: Dreßlershausen
- Kögsten: Michelfelde
- Königshuld: Friedrichsweiler
- Kötschen: Köschen
- Kruschinehlen: Frankenreuth
- Kummehlupchen: Ebenfelde
- Kurschehlen: Siedlerfelde
- Kusmen: Kreuzhöhe
- Kybarten: Tiefenfelde
- Lasdehnen: Haselberg (Ostpr.)
- Lasdinehlen: Sommerswalde
- Laugallen, Ksp. Kussen: Lorenzen
- Laukehlischken: Cäsarsruhe
- Lengschen: Moorwiese
- Lobinnen: Loben
- Löbegallen: Löbenau
- Löbtuballen: Löbaugrund
- Lubinehlen: Lubenwalde
- Mallwischken: Mallwen
- Martingken: Martingen
- Maszuiken: Blockswalde
- Maurutschatschen: Grenzfelde (1928)
- Meschkuppen: Bärenhöfen
- Mingstimmehlen: Mingen
- Mingstimmen: Wiesenbrück
- Nathalwethen: Brämerswalde
- Naujehnen: Rotfelde (Ostpr.)
- Naujeningken: Nauningen
- Neudorf: Weidenfeld (1928)
- Neuhof-Lasdehnen: Altbaum
- Neu Skardupönen: Grenzwald
- Neu Stonupönen: Hagenrode
- Neu Wingeruppen: Neuweide
- Orupönen: Grünrode
- Ossienen: Ossen
- Paberdszen/Paberdschen: Grundhufen
- Paplienen, Ksp. Schirwindt: Moormühle
- Paplienen, Ksp. Willuhnen: Walddorf (1928)
- Paszuiszen: Baltruschen (1923)
- Patilszen: Insterwalde (1931)
- Pawidlaugken: Bruchdorf (Ostpr.)
- Payszeln/Payscheln: Insterwangen
- Petereithelen: Schleswighöfen
- Petereitschen: Petershausen
- Petzingken, Ksp. Groß Warningken: Petzingen
- Petzingken, Ksp. Pillkallen: Hainort
- Pieragen: Nicklashagen
- Pillkallen: Schloßberg (Ostpr.)
- Plampen: Dreibuchen
- Plicklaugken: Plickfelde
- Plimballen: Osterfelde (Ostpr.)
- Plonszöwen: (ab 1936) Waldhufen
- Pötschlauken: Peterort
- Pritzkehmen: Mühleck
- Puschinnen: Grenzbrück
- Radszen (Ksp. Kussen): Radenau (1935)
- Radszen, Ksp. Willuhnen: Grabenbrück
- Rammonischken: Hagenfließ
- Sallehnen: Sallen
- Sassupönen: Sassenbach
- Schaaren: Scharen
- Schackeln: Mittenbach
- Scharkabude: Friedfelde (Ostpr.)
- Schillehnen: Schillfelde
- Schilleningken (Ksp. Lasdehnen): Ebertann
- Schilleningken (Ksp. Schirwindt): Ostdorf
- Schillenöhlen: Flußfelde
- Schorellen, Forst: Adlerswalde, Forst
- Schwarballen: Grundweiler
- Schwarpeln: Schwarpen
- Septinlöpen: Siebenlinden (1928)
- Siemoken: Hintertannen
- Skroblienen: Ambruch
- Snappen: Schnappen
- Stablaugken: Birkenhof (1928)
- Stirnlaugken: Stirnen
- Strunzlaugken: Strunzhof
- Stumbern: Auertal
- Szameitkehmen/Schameitkehmen: Lindenhaus
- Szardehlen: Scharden
- Szimkuhnen: Schwarzenberge
- Szogelgalwen: Kiefernhorst
- Trakeningken: Ritterswalde (1930)
- Trappönen, Forst: Trappen, Forst
- Treczaken: Treufelde
- Tulpeningken: Tulpeningen
- Urbantatschen: Urbanshöhe
- Urblaugken: Urlau
- Uszalxnen: Kleinderschau
- Uszballen/Uschballen (Ksp. Lasdehnen): Lindnershorst
- Uszballen/Uschballen (Ksp. Pillkallen): Eichbruch
- Uszbördszen/Uschbördschen: Karpfenwinkel
- Uszdrawen/Uschdrawen: Beutnerwalde
- Uszgirren: Waldenau (1930)
- Uszpiaunehlen/Uschpiaunehlen: Fohlental
- Uszpiaunen/Uschpiaunen: Kiesdorf (Ostpr.)
- Uszproduppen: Dachsheide
- Uszrudszen/Uschrudschen: Talwiesen
- Wallindszen: Wallinden
- Wandlauszen/Wandlauschen: Rotenkamp (Ostpr.)
- Warnakallen: Krähenberge
- Warupönen: Lindenhof (1928)
- Wassantkehmen: Wildnisrode
- Werdehlischken: Werden (Ostpr.)
- Werskepchen: Schwarzwiesen
- Weszkallen/Weschkallen: Forsthusen
- Wiltauten: Schatzhagen
- Wingeruppen: Lauterbrücken
- Wingillen: Feuchtwiesen
- Wisborienen: Grenzhöhe
- Wittgirren: Legen
- Woitekaten: Ostfurt
- Wöszupchen: Auengrund
- Wöszupöhlen: Wöschen
- Zwirballen: Spatzen